# Speedy Claxton
Craig Claxton, detto Speedy (Queens, 8 maggio 1978), è un ex cestista statunitense.

## Carriera
Playmaker di 180 cm per 77 kg. Ha vinto il titolo NBA nel 2002-03 con i San Antonio Spurs.

## Statistiche

### College
| Anno      | Squadra       | PG  | PT | MP   | TC%  | 3P%  | TL%  | RP  | AP  | PRP | SP  | PP   |
| --------- | ------------- | --- | -- | ---- | ---- | ---- | ---- | --- | --- | --- | --- | ---- |
| 1996-1997 | Hofstra Pride | 27  | -  | 33,9 | 43,2 | 15,8 | 70,6 | 4,6 | 3,4 | 1,9 | 0,1 | 15,0 |
| 1997-1998 | Hofstra Pride | 31  | -  | 34,9 | 48,5 | 18,2 | 73,0 | 4,6 | 7,2 | 2,2 | 0,3 | 16,3 |
| 1998-1999 | Hofstra Pride | 30  | 28 | 32,3 | 48,2 | 31,6 | 80,1 | 4,4 | 5,3 | 2,3 | 0,5 | 13,3 |
| 1999-2000 | Hofstra Pride | 31  | 31 | 35,1 | 47,0 | 38,1 | 76,4 | 5,4 | 6,0 | 3,3 | 0,2 | 22,8 |
| Carriera  | Carriera      | 119 | 59 | 34,1 | 46,8 | 32,2 | 74,8 | 4,8 | 5,5 | 2,4 | 0,3 | 16,9 |

### NBA

#### Regular season
| Anno       | Squadra            | PG  | PT  | MP   | TC%  | 3P%  | TL%  | RP  | AP  | PRP | SP  | PP   |
| ---------- | ------------------ | --- | --- | ---- | ---- | ---- | ---- | --- | --- | --- | --- | ---- |
| 2001-2002  | Philadelphia 76ers | 67  | 18  | 22,8 | 40,0 | 12,1 | 83,8 | 2,4 | 3,0 | 1,4 | 0,1 | 7,2  |
| 2002-2003† | San Antonio Spurs  | 30  | 0   | 15,7 | 46,2 | 0,0  | 68,4 | 1,9 | 2,5 | 0,7 | 0,2 | 5,8  |
| 2003-2004  | G.S. Warriors      | 60  | 29  | 26,6 | 42,7 | 18,2 | 81,3 | 2,6 | 4,5 | 1,6 | 0,2 | 10,6 |
| 2004-2005  | G.S. Warriors      | 46  | 44  | 32,6 | 43,1 | 19,2 | 76,1 | 3,3 | 6,2 | 1,9 | 0,1 | 13,1 |
| 2004-2005  | N.O. Hornets       | 16  | 3   | 22,8 | 37,3 | 11,1 | 61,0 | 1,9 | 5,5 | 1,4 | 0,1 | 6,8  |
| 2005-2006  | N.O. Hornets       | 71  | 3   | 28,4 | 41,3 | 27,0 | 76,9 | 2,7 | 4,8 | 1,5 | 0,1 | 12,3 |
| 2006-2007  | Atlanta Hawks      | 42  | 31  | 25,1 | 32,7 | 21,4 | 55,0 | 1,9 | 4,4 | 1,7 | 0,1 | 5,3  |
| 2008-2009  | Atlanta Hawks      | 2   | 0   | 7,5  | 28,6 | 0,0  | 50,0 | 0,0 | 1,5 | 0,0 | 0,0 | 2,5  |
| Carriera   | Carriera           | 334 | 128 | 25,6 | 40,9 | 19,3 | 76,2 | 2,5 | 4,3 | 1,5 | 0,1 | 9,3  |

#### Play-off
| Anno     | Squadra            | PG | PT | MP   | TC%  | 3P% | TL%  | RP  | AP  | PRP | SP  | PP  |
| -------- | ------------------ | -- | -- | ---- | ---- | --- | ---- | --- | --- | --- | --- | --- |
| 2002     | Philadelphia 76ers | 5  | 0  | 9,8  | 33,3 | 0,0 | 66,7 | 0,2 | 2,8 | 1,0 | 0,0 | 2,4 |
| 2003†    | San Antonio Spurs  | 24 | 0  | 13,6 | 43,8 | 0,0 | 75,0 | 1,9 | 1,9 | 0,7 | 0,2 | 5,2 |
| 2009     | Atlanta Hawks      | 1  | 0  | 3,0  | 0,0  | 0,0 | 0,0  | 0,0 | 0,0 | 0,0 | 0,0 | 0,0 |
| Carriera | Carriera           | 30 | 0  | 12,6 | 42,7 | 0,0 | 74   | 1,5 | 2   | 0,7 | 0,2 | 4,6 |

#### Massimi in carriera
- Massimo di punti: 29 vs Philadelphia 76ers (7 gennaio 2006)[1]
- Massimo di rimbalzi: 9 vs Milwaukee Bucks (25 marzo 2003)
- Massimo di assist: 13 vs Phoenix Suns (11 febbraio 2004)
- Massimo di palle rubate: 8 vs Cleveland Cavaliers (27 dicembre 2006)
- Massimo di tiri liberi: 16 vs Memphis Grizzlies (25 febbraio 2004)

## Palmarès
- Campionato NBA: 1

San Antonio Spurs: 2003